# La Trinité-Porhoët

La Trinité-Porhoët este o comună în departamentul Morbihan, Franța. În 1 ianuarie 2022 avea o populație de 667 de locuitori.